# Holice (Białoruś)
Holice (biał. Галіцы, Halicy; ros. Голицы, Golicy) – wieś na Białorusi, w obwodzie brzeskim, w rejonie bereskim, w sielsowiecie Siehniewicze, przy drodze republikańskiej R2.

## Historia
W XIX i w początkach XX w. położone były w Rosji, w guberni grodzieńskiej, w powiecie prużańskim, w gminie Rewiatycze.
W dwudziestoleciu międzywojennym leżały w Polsce, w województwie poleskim, w powiecie prużańskim, do 1 kwietnia 1932 w gminie Rewiatycze, następnie w gminie Siechniewicze. W 1921 miejscowość liczyła 68 mieszkańców, zamieszkałych w 11 budynkach, wyłącznie Białorusinów wyznania prawosławnego.
Po II wojnie światowej w granicach Związku Sowieckiego. Od 1991 w niepodległej Białorusi.